# Simiane-Collongue
Simiane-Collongue ist eine französische Gemeinde mit 5823 Einwohnern (Stand 1. Januar 2022) im Département Bouches-du-Rhône in der Region Provence-Alpes-Côte d’Azur.

## Geografie
Die Gemeinde liegt 15 Kilometer südlich von Aix-en-Provence. Marseille liegt in 25 Kilometern Entfernung. Nachbarorte sind Cabriès, Gardanne, Mimet und Bouc-Bel-Air.

## Etymologie
Während der Revolution hieß die Gemeinde Simiane-lès-Aix-et-Marseille. Zwischen 1791 und 1814 hieß sie Collongue und von 1814 bis 1919 Simiane, ehe sie schließlich ihren heutigen Namen erhielt.

## Geschichte
Bereits vor 7000 Jahren gab es hier eine Siedlung. Damit ist das Dorf die älteste Siedlung im Département Bouches-du-Rhône. Die Römer legten das Gebiet trocken. Viele römische Villen entstanden daraufhin. Im Mittelalter wechselten die Dörfer Venel und Collongue häufig den Besitzer. 1727 starben einige hundert Menschen an der Pest.
Während des 19. Jahrhunderts blieb Simiane ein kleines Bauerndorf. Zwei Ereignisse bedeuten das Ende dieser Epoche: Ab 1876 wurde ein Gemeinderat gewählt, 1877 wurde der Ort an eine Eisenbahnlinie angebunden. Die meisten Bewohner lebten nach wie vor von der Landwirtschaft. In den Hügeln wurden jedoch verschiedene Gesteine industriell genutzt. Die Nähe zu den beiden großen Städten Aix-en-Provence und Marseille führten häufig zu Landflucht.

## Kultur und Sehenswürdigkeiten
- Romanische Kapelle Saint-Germain aus dem 11. Jahrhundert
- Kirche Saint-Pierre aus dem 18. Jahrhundert
- Rathaus aus dem 18. Jahrhundert
- Sarazenenturm aus dem 13. Jahrhundert
- Archäologisches Museum
- Benediktinerinnenabtei Simiane-Collongue

## Verkehr
In der Nähe befindet sich die Auffahrt zur A51.

## Demografie

### Bevölkerungsentwicklung
| Jahr      | 1962 | 1968 | 1975 | 1982 | 1990 | 1999 | 2008 | 2016 |
| Einwohner | 1123 | 1406 | 1926 | 3030 | 4304 | 5224 | 5774 | 5561 |

### Altersstruktur
28 Prozent der Bevölkerung sind 19 Jahre alt oder jünger. Sechs Prozent der Bevölkerung sind 75 Jahre alt oder älter. Damit liegt der Altersdurchschnitt unter dem französischen Durchschnitt.